# Microregione di Pitanga
Pitanga è una microregione del Paraná in Brasile, appartenente alla mesoregione di Centro-Sul Paranaense.

## Comuni
È suddivisa in 6 comuni:
- Boa Ventura de São Roque
- Laranjal
- Mato Rico
- Palmital
- Pitanga
- Santa Maria do Oeste